# Géo Sandry
Géo Sandry (1897-1975), de son vrai nom Gabriel Bleinat, était un journaliste, écrivain et chansonnier, auteur de nombreux sketches en collaboration avec Jean Kolb.
Metteur en scène à partir de 1933 de la plupart des « opérettes de cirque à grand spectacle féerique et nautique » (selon les termes des programmes) du Cirque d'hiver jusqu'en 1954.